# Campeonato Brasileño de Fútbol 1995
El Campeonato Brasileño de Serie A 1995 fue la 40.ª edición del Campeonato Brasileño de Serie A. El torneo se extendió desde el 19 de agosto de 1995 hasta el 17 de diciembre del corriente año. El club Botafogo de Río de Janeiro ganó el campeonato, su segundo a nivel nacional, tras la obtención de la Taça Brasil 1968.
Al final del campeonato, descendieron a Serie B los dos últimos colocados, Paysandu de Belém y União São João. Paralelamente, fueron ascendidos para 1996 el campeón y subcampeón de la serie B, Atlético Paranaense y Coritiba respectivamente.
El Campeonato Brasileño de 1995 fue el primero en que las victorias pasaron a valer 3 puntos.

## Formato de disputa
Primera Fase: Los 24 clubes fueron divididos en dos grupos de 12 equipos cada uno. En la primera etapa (11 fechas), los clubes enfrentan a sus rivales de grupo. En la segunda etapa (12 fechas), los clubes del grupo A se enfrentan a los del grupo B. Clasifican para la Fase Final los vencedores de cada grupo en cada etapa.
Fase Final: Semifinales y Final, con juegos de ida y vuelta, con la ventaja en caso de empate en puntos para el club con mejor campaña.

## Primera fase
- Clasifican los primeros de cada grupo en primera y segunda etapa.

### Primera etapa

#### Grupo A
| Pos  | Equipo              | Pts | PJ | PG | PE | PP | GF | GC | Dif |
| ---- | ------------------- | --- | -- | -- | -- | -- | -- | -- | --- |
| 1    | Cruzeiro            | 25  | 11 | 8  | 1  | 2  | 23 | 11 | 12  |
| 2.º  | Palmeiras           | 23  | 11 | 7  | 2  | 2  | 19 | 8  | 11  |
| 3.º  | Bragantino          | 21  | 11 | 6  | 3  | 2  | 15 | 10 | 5   |
| 4.º  | Paraná Clube        | 19  | 11 | 5  | 4  | 2  | 13 | 8  | 5   |
| 5.º  | Botafogo            | 18  | 11 | 5  | 3  | 3  | 20 | 16 | 4   |
| 6.º  | Guarani de Campinas | 12  | 11 | 3  | 3  | 5  | 13 | 18 | -5  |
| 7.º  | Grêmio              | 12  | 11 | 3  | 3  | 5  | 12 | 18 | -6  |
| 8.º  | Juventude           | 12  | 11 | 2  | 6  | 3  | 6  | 9  | -3  |
| 9.º  | Vitória             | 11  | 11 | 2  | 5  | 4  | 10 | 16 | -6  |
| 10.º | Paysandu Belém      | 10  | 11 | 2  | 4  | 5  | 14 | 18 | -4  |
| 11.º | Corinthians         | 8   | 11 | 2  | 2  | 7  | 13 | 18 | -5  |
| 12.º | Flamengo            | 8   | 11 | 2  | 2  | 7  | 9  | 17 | -8  |

#### Grupo B
| Pos  | Equipo           | Pts | PJ | PG | PE | PP | GF | GC | Dif |
| ---- | ---------------- | --- | -- | -- | -- | -- | -- | -- | --- |
| 1    | Fluminense       | 21  | 11 | 6  | 3  | 2  | 10 | 4  | 6   |
| 2.º  | Internacional    | 21  | 11 | 6  | 3  | 2  | 15 | 10 | 5   |
| 3.º  | Santos           | 19  | 11 | 6  | 1  | 4  | 19 | 18 | 1   |
| 4.º  | São Paulo        | 19  | 11 | 5  | 4  | 2  | 9  | 5  | 4   |
| 5.º  | Portuguesa       | 18  | 11 | 5  | 3  | 3  | 16 | 14 | 2   |
| 6.º  | Goiás            | 16  | 11 | 4  | 4  | 3  | 15 | 9  | 6   |
| 7.º  | Criciúma         | 15  | 11 | 4  | 3  | 4  | 10 | 8  | 2   |
| 8.º  | Bahia            | 14  | 11 | 4  | 2  | 5  | 13 | 16 | -3  |
| 9.º  | Sport Recife     | 12  | 11 | 3  | 3  | 5  | 9  | 11 | -2  |
| 10.º | Vasco da Gama    | 11  | 11 | 3  | 2  | 6  | 14 | 20 | -6  |
| 11.º | Atlético Mineiro | 11  | 11 | 2  | 5  | 4  | 9  | 12 | -3  |
| 12.º | União São João   | 4   | 11 | 1  | 1  | 9  | 7  | 19 | -12 |

### Segunda etapa

#### Grupo A
| Pos  | Equipo              | Pts | PJ | PG | PE | PP | GF | GC | Dif |
| ---- | ------------------- | --- | -- | -- | -- | -- | -- | -- | --- |
| 1    | Botafogo            | 27  | 12 | 8  | 3  | 1  | 22 | 6  | 16  |
| 2.º  | Corinthians         | 23  | 12 | 7  | 2  | 3  | 19 | 15 | 4   |
| 3.º  | Juventude           | 23  | 12 | 6  | 5  | 1  | 19 | 12 | 7   |
| 4.º  | Palmeiras           | 22  | 12 | 7  | 1  | 4  | 18 | 11 | 7   |
| 5.º  | Grêmio              | 19  | 12 | 6  | 1  | 5  | 14 | 14 | 0   |
| 6.º  | Bragantino          | 19  | 12 | 5  | 4  | 3  | 20 | 16 | 4   |
| 7.º  | Flamengo            | 16  | 12 | 3  | 7  | 2  | 14 | 15 | -1  |
| 8.º  | Cruzeiro            | 14  | 12 | 4  | 2  | 6  | 17 | 15 | 2   |
| 9.º  | Paraná Clube        | 14  | 12 | 3  | 5  | 4  | 17 | 16 | 1   |
| 10.º | Guarani de Campinas | 13  | 12 | 4  | 1  | 7  | 14 | 19 | -5  |
| 11.º | Vitória             | 11  | 12 | 3  | 2  | 7  | 14 | 18 | -4  |
| 12.º | Paysandu            | 8   | 12 | 1  | 5  | 6  | 11 | 24 | -13 |

#### Grupo B
| Pos  | Equipo           | Pts | PJ | PG | PE | PP | GF | GC | Dif |
| ---- | ---------------- | --- | -- | -- | -- | -- | -- | -- | --- |
| 1    | Santos           | 27  | 12 | 8  | 3  | 1  | 25 | 13 | 12  |
| 2.º  | Atlético Mineiro | 26  | 12 | 8  | 2  | 2  | 23 | 15 | 8   |
| 3.º  | Goiás            | 19  | 12 | 6  | 1  | 5  | 17 | 14 | 3   |
| 4.º  | Portuguesa       | 17  | 12 | 4  | 5  | 3  | 12 | 14 | -2  |
| 5.º  | São Paulo        | 14  | 12 | 4  | 2  | 6  | 17 | 18 | -1  |
| 6.º  | Internacional    | 14  | 12 | 3  | 5  | 4  | 14 | 12 | 2   |
| 7.º  | Vasco da Gama    | 13  | 12 | 4  | 1  | 7  | 18 | 19 | -1  |
| 8.º  | Sport Recife     | 13  | 12 | 4  | 1  | 7  | 16 | 18 | -2  |
| 9.º  | Fluminense       | 13  | 12 | 2  | 7  | 3  | 9  | 12 | -3  |
| 10.º | Bahia            | 12  | 12 | 3  | 3  | 6  | 9  | 24 | -15 |
| 11.º | Criciúma         | 12  | 12 | 2  | 6  | 4  | 10 | 12 | -2  |
| 12.º | União São João   | 5   | 12 | 1  | 2  | 9  | 11 | 28 | -17 |

## Fase Final
|  | Semifinal  | Semifinal  | Semifinal | Semifinal | Semifinal |   |          | Final    | Final | Final | Final | Final |
|  |            |            |           |           |           |   |          |          |       |       |       |       |
|  | Cruzeiro   | Cruzeiro   | 1         | 0         | 1         |   |          |          |       |       |       |       |
|  | Botafogo   | Botafogo   | 1         | 0         | 1         |   |          |          |       |       |       |       |
|  |            |            |           |           |           |   | Botafogo | Botafogo | 2     | 1     | 3     |       |
|  |            | Santos     | Santos    | 1         | 1         | 2 |          |          |       |       |       |       |
|  | Fluminense | Fluminense | 4         | 2         | 6         |   |          |          |       |       |       |       |
|  | Santos     | Santos     | 1         | 5         | 6         |   |          |          |       |       |       |       |

### Final
| 14 de diciembre de 1995 | Botafogo                                  | 2 – 1   | Santos       | Estadio Maracanã (Río de Janeiro),                          |                                                             |
|                         | Wilson Gottardo 18' · Túlio Maravilha 44' | Reporte | Giovanni 38' | Asistencia: 53.668 espectadores Árbitro(s): Sidrack Marinho | Asistencia: 53.668 espectadores Árbitro(s): Sidrack Marinho |

| 17 de diciembre de 1995 | Santos             | 1 – 1   | Botafogo            | Estadio Pacaembu (São Paulo),                              |                                                            |
|                         | Marcelo Passos 46' | Reporte | Túlio Maravilha 24' | Asistencia: 31.488 espectadores Árbitro(s): Márcio Rezende | Asistencia: 31.488 espectadores Árbitro(s): Márcio Rezende |

- Botafogo campeón del torneo clasifica a Copa Libertadores 1996.

- Grêmio clasifica a Copa Libertadores 1996 por ser el campeón de la Copa Libertadores 1995.

- Corinthians clasifica a Copa Libertadores 1996 por ser campeón de la Copa de Brasil de 1995.

|                                      |
| Bandera del estado de Río de Janeiro |
| Campeón Botafogo F. R. 2.º título    |

## Posiciones finales
- Tres puntos por victoria y uno por empate.
| Pos | Equipo              | Pts | PJ | PG | PE | PP | GF | GC | Dif |
| --- | ------------------- | --- | -- | -- | -- | -- | -- | -- | --- |
| 1   | Botafogo            | 51  | 27 | 14 | 9  | 4  | 46 | 25 | +21 |
| 2   | Santos              | 50  | 27 | 15 | 5  | 7  | 52 | 40 | +12 |
| 3   | Cruzeiro            | 41  | 25 | 12 | 5  | 8  | 41 | 27 | +14 |
| 4   | Fluminense          | 37  | 25 | 9  | 10 | 6  | 25 | 22 | +3  |
| 5   | Palmeiras           | 45  | 23 | 14 | 3  | 6  | 37 | 19 | +18 |
| 6   | Bragantino          | 40  | 23 | 11 | 7  | 5  | 35 | 26 | +9  |
| 7   | Atlético Mineiro    | 37  | 23 | 10 | 7  | 6  | 32 | 27 | +5  |
| 8   | Goiás (A)           | 35  | 23 | 10 | 5  | 8  | 32 | 23 | +9  |
| 9   | Internacional       | 35  | 23 | 9  | 8  | 6  | 29 | 22 | +7  |
| 10  | Portuguesa          | 35  | 23 | 9  | 8  | 6  | 28 | 28 | 0   |
| 11  | Juventude (A)       | 35  | 23 | 8  | 11 | 4  | 25 | 21 | +4  |
| 12  | São Paulo           | 33  | 23 | 9  | 6  | 8  | 26 | 23 | +3  |
| 13  | Paraná Clube        | 33  | 23 | 8  | 9  | 6  | 30 | 24 | +6  |
| 14  | Corinthians         | 31  | 23 | 9  | 4  | 10 | 32 | 33 | -1  |
| 15  | Grêmio              | 31  | 23 | 9  | 4  | 10 | 26 | 32 | -6  |
| 16  | Criciúma            | 27  | 23 | 6  | 9  | 8  | 20 | 20 | 0   |
| 17  | Bahia               | 26  | 23 | 7  | 5  | 11 | 22 | 40 | -18 |
| 18  | Guarani de Campinas | 25  | 23 | 7  | 4  | 12 | 27 | 37 | -10 |
| 19  | Sport Recife        | 25  | 23 | 7  | 4  | 12 | 25 | 29 | -4  |
| 20  | Vasco da Gama       | 24  | 23 | 7  | 3  | 13 | 32 | 39 | -7  |
| 21  | Flamengo            | 24  | 23 | 5  | 9  | 9  | 23 | 32 | -9  |
| 22  | Vitória             | 22  | 23 | 5  | 7  | 11 | 24 | 34 | -10 |
| 23  | Paysandu de Belém   | 18  | 23 | 3  | 9  | 11 | 25 | 42 | -17 |
| 24  | União São João      | 9   | 23 | 2  | 3  | 18 | 18 | 47 | -29 |

- (A): Ascendido la temporada anterior.

## Goleadores
| Pos. | Jugador          | Club             | Goles |
| ---- | ---------------- | ---------------- | ----- |
| 1    | Túlio Maravilha  | Botafogo         | 23    |
| 2    | Giovanni         | Santos           | 17    |
| 3    | Marcelo Ramos    | Cruzeiro         | 14    |
| 4    | Paulinho McLaren | Cruzeiro         | 12    |
| 5    | Kelly            | Bragantino       | 11    |
| 5    | Marcelo          | Sport Recife     | 11    |
| 5    | Valdir Bigode    | Vasco da Gama    | 11    |
| 8    | Edílson          | Palmeiras        | 10    |
| 8    | Mário Jardel     | Gremio           | 10    |
| 8    | Magrão           | Goias            | 10    |
| 8    | Renaldo          | Atlético Mineiro | 10    |